# S.T.A.R.S.
S.T.A.R.S.（スターズ）は、カプコンのゲーム『バイオハザードシリーズ』に登場する架空の警察系特殊部隊。Special Tactics And Rescue Service（特殊戦術および救助部隊）の略称である。

## 概要
ラクーンシティの選抜警官隊（現実世界の機動隊に相当）とは別に、R.P.D.（ラクーンシティ警察署）内に設置されている特殊班。市内において増加傾向にあった都市型テロや多様化していく組織犯罪、そのほかの緊急事態に対処するため、「明るいラクーン21計画」の一環として1996年に創設され、本部オフィスは署内の2階に存在する。また、署の管轄下に位置する一方で指揮系統からは半ば独立しており、独自に活動が可能であるなど、特殊な組織体制を持っている。
1998年7月に発生した「洋館事件」で多数の隊員が死亡すると共に、同事件の元凶であるアンブレラ社の手駒だったブライアン・アイアンズ署長による妨害工作や選抜警官隊の強化で新たにSWATの結成などが試みられたことにより、組織としてはかなりの弱体化を余儀なくされていた。その後、アメリカ合衆国政府によるラクーンシティへのミサイル攻撃によってR.P.D.も消滅することとなるが、S.T.A.R.S.の生存者は反アンブレラを誓って活動を続け、アンブレラの壊滅後も対バイオテロ組織「BSAA」にて各々が異なる形でバイオテロや生物兵器との戦いを続けている。

## 編成
部隊編制の基本は6名で1チームとする6マンセルであり、隊員は各チーム内において以下のポジションに振り分けられ、作戦行動を行う。1998年7月時点でアルファチームとブラヴォーチームの2チームが存在し、12名が在籍していた。
LDR（リーダー）
戦術的な作戦決定を行うチームの指揮官で、総隊長と副隊長がそれぞれアルファチーム、ブラヴォーチームのリーダーを担当している。
PM（ポイントマン）
偵察や陣地確保など最前線での活動を主任務とするため、最も戦闘能力の高い隊員が担当する。
BUM（バックアップマン）
PMの援護役で、PMとはコンビで行動することが多く、PMに並ぶ力量を持った隊員が担当する。
OM（オムニマン）
機器の操作や重火器の整備・運用などを行う。
RS（リア・セキュリティ）
ヘリコプターの操縦や警護、後方警戒が主な任務で、状況によっては狙撃手を担当する。また、各チームにはこのポジションの隊員が2名所属している。

## 隊員
隊員の徴集は、他薦によるスカウトと自薦による選抜試験のいずれかで行われる。ただし、洋館事件からラクーンシティ崩壊に至るまでは前者により徴集された隊員しか存在しなかった。また、S.T.A.R.S.は実力主義下で官民混成の部署となっており、隊員は警察官や元軍人のみならず、民間人からも特定分野の専門家がスカウトされている。
リメイクシリーズでの変更点も含め、各人物の詳細はバイオハザードシリーズの登場人物を参照。年齢は「洋館事件」当時（1998年時点）のもの。

### アルファチーム
アルバート・ウェスカー - リーダー
38歳。S.T.A.R.S.総隊長。生物工学に精通し、陸軍技術将校、アンブレラ幹部社員を経た後、アンブレラの推薦により隊長に就任した。
実はアンブレラによって送り込まれた工作員であり、自らの思惑により洋館事件に遭遇するよう部隊を誘導して壊滅状態に追い込んだ後、死を偽装した上で離反した。
クリス・レッドフィールド - ポイントマン
25歳。アメリカ空軍に所属していた経験を持ち、戦闘機やヘリコプターなど航空機の操縦、射撃に関しても高い技術を持っている。
洋館事件から生還した後は私設対バイオハザード部隊の一員を経て、BSAA北米支部でSOAのエージェントを務めた後にSOUに異動となり、アルファチームの隊長として活動している。
バリー・バートン - バックアップマン
38歳。火器の補充と整備を担当しており、元空軍兵および元SWAT隊員である。
洋館事件から生存した後、ラクーンシティ壊滅事件にて滅菌作戦直前のラクーンシティに民間のヘリコプターで駆けつけ、ジル・バレンタインやU.B.C.S.隊員のカルロス・オリヴェイラと共に脱出した。その後、『RV2』ではBSAAのアドバイザーとして活動している。
ジョセフ・フロスト - オムニマン
27歳。武器の整備を担当。洋館事件においてブラヴォーチーム捜索中にケルベロスの群れに襲われて絶命し、同事件でのチーム最初の犠牲者となった。
ジル・バレンタイン - リア・セキュリティ
23歳。トラップ・爆発物処理要員で、若くしてデルタフォース訓練課程を修了済み。
洋館事件後にバイオハザードが発生したラクーンシティから脱出した後、クリスと同じく私設対バイオハザード部隊を経てBSAAに所属し、彼と共に活動している。
ブラッド・ヴィッカーズ - リア・セキュリティ兼パイロット
35歳。化学防護要員であったが、洋館事件ではヘリコプターによる生存者の回収を行った。その後のラクーンシティ壊滅事件においてR.P.D.前でネメシスに殺害され（『3』）、ゾンビ化する。『2』ではEASY以外の難易度でR.P.D.正面玄関前の地下通路までアイテムを取らずに到着すると登場し、通常よりも体力の高い「ブラッドゾンビ」として出現する。

### ブラヴォーチーム
エンリコ・マリーニ - リーダー
41歳。S.T.A.R.S.副隊長。洋館事件で事件の真相と裏切り者の存在を知り、アルファチームの隊員に伝えようと奔走するが、ウェスカーによって射殺された。
ケネス・J・サリバン - ポイントマン
45歳。チーム最年長の黒人。化学防護要員であり、化学博士号を所持している。洋館事件にてアルファチーム到着直後にゾンビに襲われて死亡。
リチャード・エイケン - バックアップマン
23歳。通信要員。洋館事件ではレベッカと共に洋館に到着するも、襲われたヨーンの毒に冒され、解毒剤の投与によって一命を取り留めたが、その後、クリス編ではクリスを、ジル編ではジルを庇って前者ではネプチューンに、後者ではヨーンに食い殺された。
フォレスト・スパイヤー - オムニマン
29歳。整備・対電脳犯罪担当。洋館事件でB.O.Wに襲われて負傷し、テラスにてクロウに襲われて絶命した後、ゾンビ化する。
エドワード・デューイ - リア・セキュリティ兼パイロット
26歳。ヘリコプターのメインパイロット。洋館事件でエンジントラブルによりヘリコプターが墜落したうえ、黄道特急調査中にゾンビ、もしくはケルベロスと思われる存在に襲われ、レベッカの前で絶命した後、ゾンビ化する。
レベッカ・チェンバース - リア・セキュリティ
18歳。衛生要員で化学・薬品に関して豊富な知識を持ち、飛び級により大学を卒業した期待の新人。
ブラヴォーチーム唯一の生還者であり、洋館事件後はオーストラリアで大学教授を務める傍ら、BSAAのアドバイザーとして活動している。

### 関係者
ケビン・ドゥーリー
R.P.D.警官。臨時のヘリコプターパイロットとしてブラヴォーチームによる連続猟奇事件の捜査に参加していたが、洋館事件で死亡。
ケビン・ライマン
S.T.A.R.S.選抜試験を受けたR.P.D.警官。31歳。銃の腕前は署内No.1で大会でも記録を残すなど、実技面ではS.T.A.R.S.メンバーとして申し分のない実力者だったが楽天的な性格が災いし、2回試験を受けるも不合格となっている。『OB』に登場。
ジョウ・ケンド
サンフランシスコ郊外で、カスタムガンショップ「KENDO」を経営しているガンスミス。サンフランシスコ市警察でSWATに所属していた経験を買われ、S.T.A.R.S.のトレーナーを務めた後、S.T.A.R.S.制式拳銃「サムライエッジ」を製作している。
ロバート・ケンド
40歳。ラクーンシティのガンショップ「ケンド銃砲店」の店主で、ジョウ・ケンドの弟。S.T.A.R.S.隊員、特にバリーとは親交が深く、彼に注文されて「サムライエッジ・バリー・バートンモデル」をはじめとした特注モデルの銃を製造・納入していた。

## 主要装備
S.T.A.R.S.の活動資金はアンブレラをはじめ民間企業が賄っているため、別の部署よりも資金が豊富で、優れた装備を多数保有していた。
ナイフ
アメリカ軍でも採用されているM9を各隊員が装備している。
拳銃
ベレッタ 92Fのカスタムモデル、サムライエッジを制式拳銃として採用しており、一部の隊員は各々の任務や嗜好に合わせ、さらなるカスタムが施された専用モデルを使用している。また、私物ではあるが洋館事件ではバリーが.44口径コルト・アナコンダを携行しており、洋館事件以降は対B.O.W.用にデザートイーグルやS&W M629などの大型拳銃を調達している。
散弾銃
洋館事件でジョセフがモスバーグM590、リチャードがベネリM3を携行。また、オフィス内のガンロッカーにはレミントンM1100-Pが保管されている。
グレネードランチャー
洋館事件でフォレストが携行しており、後にピストルグリップを備えたM79 グレネードランチャー、当時のH&K社製試作品XM25 IAWS、XM320、H&K GMWなどを調達している。
クロスボウ
バーネット社製のピストルクロスボウがS.T.A.R.S.オフィス内のガンロッカーに保管されている。
上記のほか、専用の通信機器やヘリコプター、防弾車、M20装甲車を保有している。

## その他
S.D.ペリー執筆の小説版やミラ・ジョヴォヴィッチ主演の映画版では、隊員の人数、組織の性格、設定が大きく異なる。
小説版ではニューヨークに本部を置く民間の警察機関として設定されており、アメリカ合衆国内の各地に支部を設置して活動しているほか、国外でも中東や南米で対テロ作戦に従事するなど組織としてかなりの規模を有しており、SF作品などに見られる近未来の民間軍事会社に近い存在となっている。ラクーンシティにも1996年以前から支部が存在しており、ウェスカーの表向きの前職はニューヨーク本部隊員、アイアンズは元ブラヴォーチーム隊員という設定に変更されている。
一方、映画版ではジルを除いて物語の中心から外されており、数十人の隊員が在籍する常設的なSWATといった組織に過ぎない。また、作中での活動もほとんど描かれておらず、完全な脇役となっている。